# فرد د. أندرسون
فرد د. أندرسون (بالإنجليزية: Fred D. Anderson)‏ هو شخصية أعمال أمريكي، ولد في 1945.

## وصلات خارجية
- فرد د. أندرسون على موقع إن إن دي بي (الإنجليزية)